# 片想い (CHARAの曲)
「片想い」（かたおもい）は、CHARAの34枚目のシングル。2009年11月18日にユニバーサルミュージックから発売された。

## 概要
本曲は日本テレビ系列で2009年から放映されたテレビアニメ『君に届け』の第一期エンディングテーマとして書き下ろされた。これは原作者の椎名軽穂がCHARAの大ファンであり、CHARAも漫画版の愛読者であったことから実現した。
CDのみの通常盤に加えて、ミュージック・ビデオを収録したDVDが付属した初回盤A、『君に届け』のアニメDVD予告編を収録したDVDとアニメキャラクターのステッカーが付属した初回盤Bの3形態で発売。
「片想い」のプロデュースは蔦谷好位置、「元気を出して」のプロデュースはCurly Giraffeが務めた。

## 収録曲
| #         | タイトル                 | 作詞・作曲 | 編曲          | 時間 |
| --------- | ------------------------ | ---------- | ------------- | ---- |
| 1.        | 「片想い」               | CHARA      | 蔦谷好位置    | 3:17 |
| 2.        | 「元気を出して」         | 竹内まりや | Curly Giraffe | 3:15 |
| 3.        | 「片想い」(instrumental) |            |               | 3:16 |
| 合計時間: | 合計時間:                | 合計時間:  | 合計時間:     | 9:48 |

## 発売形態
- 通常盤
- 初回盤A
  - DVD（「片想い」ミュージック・ビデオ）
- 初回盤B
  - 「君に届け」 アニメーション書き下ろしジャケット仕様
  - 「君に届け」 アニメキャラクターステッカー封入
  - DVD（アニメDVD「君に届け」Vol.1 告知映像）